# Estoy soltera
«Estoy soltera» es una canción de la cantante peruana Leslie Shaw, la mexicana Thalía y la colombiana Farina. Fue publicado por Sony Music Latin el 19 de junio de 2020, como el tercer sencillo del EP de Shaw, Yo soy Leslie Shaw.

## Recepción y lanzamiento
Poco después del lanzamiento, la canción fue nombrada el #1 del Hot Song General, en las listas generales de Monitor Latino en Perú y México.
Shaw inició una gira promocional de la canción a través de México y Perú, con el objetivo de expandirse a Colombia y los Estados Unidos.
Shaw terminó su contrato con Sony Music unos meses más tarde, convirtiéndose «Estoy soltera» en el último sencillo que grabó con dicha discográfica antes de mudarse a Miami, donde firmaría con el sello independiente Vla Music Entertainment.

## Video musical
El video musical fue filmado en Manhattan y dirigido por la cineasta Katherine Díaz.
El video alcanzó más de dos millones de visitas en su primer día. Se posicionó como #1 en tendencias de YouTube en Perú, y alcanzó el top 10 en países como Colombia y Ecuador, así como el top 20 en México y Argentina.
En Perú, se volvió el video con más tiempo siendo #1 en tendencias, durante 3 días consecutivos; y convirtió a Shaw en la única artista peruana en superar el millón de visitas en menos de 24 horas con un solo video.

## Posicionamiento en listas

### Semanales
| Lista (2020)                             | Mejor posición |
| ---------------------------------------- | -------------- |
| Bolivia Latino (Monitor Latino)          | 16             |
| Honduras Pop (Monitor Latino)            | 5              |
| Latin Pop Digital Song Sales (Billboard) | 11             |
| México (Monitor Latino)                  | 11             |
| Perú (Monitor Latino)                    | 2              |
| Venezuela Pop (Monitor Latino)           | 12             |

### Anuales
| Lista (2020)                  | Mejor posición |
| ----------------------------- | -------------- |
| Honduras Pop (Monitor Latino) | 37             |
| México (Monitor Latino)       | 86             |
| Perú (Monitor Latino)         | 56             |

## Premios y nominaciones
| Año  | Premiación                   | Categoría   | Resultado | Ref.   |
| ---- | ---------------------------- | ----------- | --------- | ------ |
| 2020 | Premios Luces de El Comercio | Hit del año | Ganador   | [ 18 ] |